# Solo Sunny
Solo Sunny är en östtysk spelfilm från DEFA i regi av Konrad Wolf och Wolfgang Kohlhaase

## Handling
Filmen handlar om den tidigare arbetaren Ingrid, kallad Sunny (Renate Krössner), som blivit schlagersångerka och turnerar landet runt. Hon verkar ha lyckats men privat kommer hon inte tillrätta. Taxiföraren Harry vill gifta sig med henne men hans inställning att göra snabba pengar är inget som tilltalar henne. Hon har en affär med filosofen Ralph, som har en affär med en annan kvinna. Hon måste avvisa kollegan Norbert. Den enda som står vid hennes sida är väninnan Christina. När ett bråk med Norbert eskalerar och bandets chef gör bort henne på scenen lämnar Sunny bandet. Hon börjar i sitt gamla yrke men snart lämnar hon det igen och börjar spela med ett nytt band.

## Om filmen
Solo Sunny var Konrad Wolfs sista film och den kom att få flera priser. Vid Berlins filmfestival 1980 fick den filmkritikernas pris (FIPRESCI-priset) och Renate Krössner mottog en Silverbjörn som bästa skådespelerska. Film spelades bland annat in i stadsdelen Prenzlauer Berg i Östberlin på Malmöer Strasse, Gleimstrasse och Kopenhagener Strasse.